# Enrico Zanotti

Enrico Zanotti es un baloncestista sanmarinense que juega en la Selección de baloncesto de San Marino. Es conocido como el máximo anotador de su selección del 2011 junto con Stefano Rossini y Andrea Raschi ya que su selección tiene una muy buena defensa y se la conoce por haber conseguido la medalla de oro en el Campeonato Europeo de los Países Pequeños.
Su país (San Marino) tiene un buen desempeño en el baloncesto, encontrándose en el quinto puesto del medallero histórico de dicho Campeonato Europeo.

## San Marino en competiciones
| 1988: | 5° Lugar         | 1990: | 6° Lugar          | 1992: | 5° Lugar          |  |  |
| 1994: | No participó     | 1996: | Medalla de bronce | 1998: | Medalla de bronce |  |  |
| 2000: | Medalla de plata | 2002: | Medalla de oro    | 2004: | 6° Lugar          |  |  |
| 2006: | 5° Lugar         | 2008: | 5° Lugar          | 2010: | 8° Lugar          |  |  |
| 2012: | 4° Lugar         | 2014: | No participó      | 2016: | No participó      |  |  |
| 2018: | No participó     | 2021: | No participó      |       |                   |  |  |